# Mine de Caetité
La mine de Caetité est une mine à ciel ouvert d'uranium située au Brésil dans la municipalité de Caetité au Bahia. Il s'agit de la seule mine d'uranium en Amérique Latine. La production d'uranium a vocation à être utilisée pour l'industrie civile brésilienne uniquement.
Découvert en 1977, le gisement d'uranium est exploité depuis 1999. La production atteint 400 tonnes de concentrés d'uranium par an. La mine emploie environ 600 personnes. 
Les médias brésiliens ont rapporté une contamination de la nappe phréatique de la municipalité.  La situation est devenue particulièrement critique en 2010 en raison d'une sécheresse. L'opérateur de la mine, la société Industries Nucléaires du Brésil (INB), est accusée d'être responsable de la contamination de l'eau
. En 2009, Greenpeace a dénoncé des fuites causées par INB  et que le manque de transparence des organismes de contrôle brésiliens.